# USM Alger

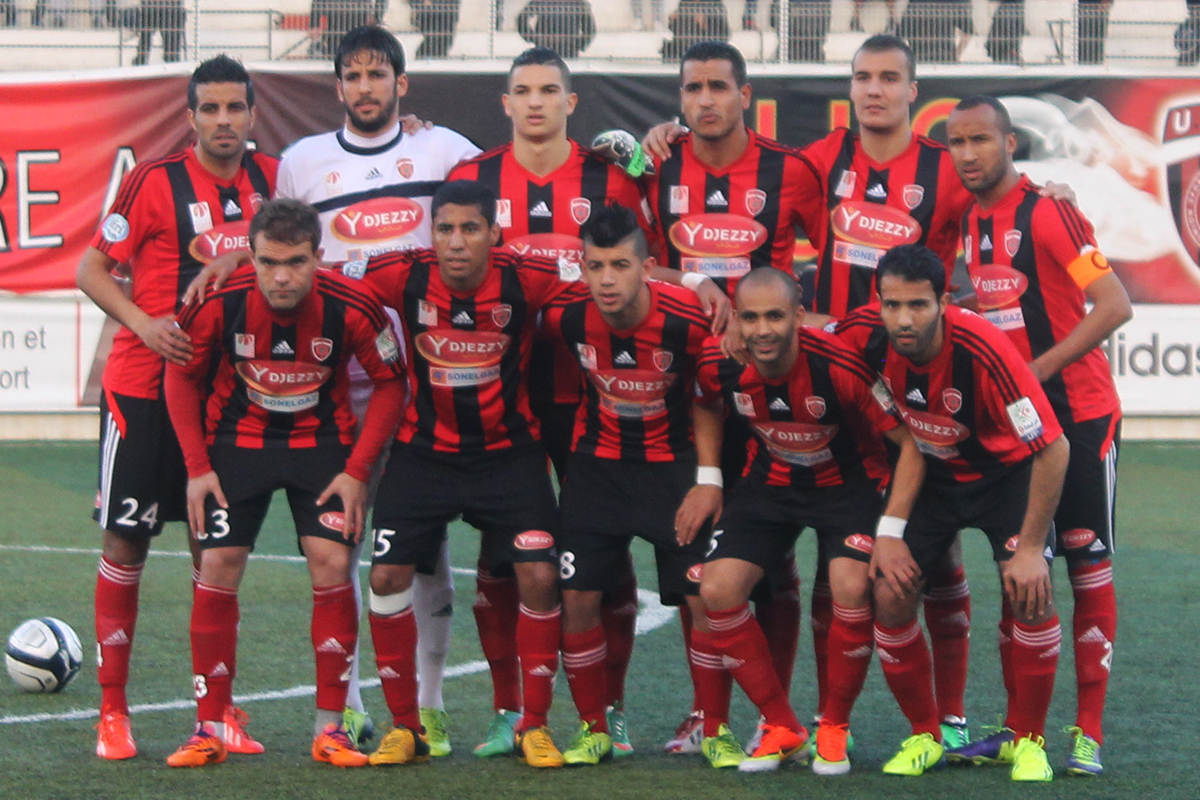
Team van 2014

USM Alger is een professionele voetbalvereniging uit Algiers. De club is opgericht in 1937, en speelt haar wedstrijden in Stade Omar Hammadi. De club speelt momenteel in de hoogste divisie van Algerije.

## Geschiedenis

### Beginjaren
In mei 1937 kwamen de eerste ideeën om een voetbalclub op te richten. Meneer Kemmat kwam in discussie met vrienden over voetbal en ze vonden dan er een voetbalclub moest worden opgericht. Geïnspireerd door andere clubs die opgericht werden, gingen ze aan de slag om de club op te richten. Op 5 juli 1937 werd de club opgericht. USMA was geboren. Het eerste kantoor was in de straat Divan, in een café. Het bestuur bestond uit de 'discussiërende vrienden' Abdelkader Amrani, Hemmaz Omar, Omar Lakehal, Basta Mohamed Ouali Zennagui Mohamed en Ali Cherifi. De eerste president was Meddad Arezki, de eigenaar van het café.
In 1938 ging USM Alger voor het eerste deelnemen aan een competitie. Ze startten in de derde divisie, maar door de oorlog startten ze pas in 1942. Ondanks vertrek van veel spelers vanwege religieuze redenen, promoveerde de club naar de tweede divisie met coach Mustapha Kamal. Een kleine tien jaar later wisten ze ook promotie naar het hoogste niveau af te dingen.

### Sinds onafhankelijkheid
Na de Algerijnse onafhankelijkheid werden er nog enkele regionale competities gespeeld en een eindronde. Op 16 juli 1963 werd de club de eerste landskampioen, nadat stadsrivaal  MC Alger met 3-0 in de finale van de play-offs verslagen werd. De club haalde de finale na het winnen van de regionale competitie, om daarna USM Annaba te verslaan in de halve finale. In 1964 ging de echte competitie van start zoals deze in zijn huidige vorm nog bestaat. De club eindigde echter op een degradatieplaats.  
In 1969 keerde de club terug naar de hoogste klasse. Dat jaar bereikten ze de bekerfinale, die ze verloren van CR Belcourt. De club slaagde er in om vijf jaar op rij de bekerfinale te halen, maar ze verloren alle finales. In 1972 degradeerde de club zelfs waardoor ze in 1973 als tweedeklasser de bekerfinale haalden. USM keerde wel meteen terug. In 1977 werd de naam USK Alger aangenomen. In 1980 degradeerde de club opnieuw. Het volgende seizoen werden ze kampioen in de tweede klasse en wonnen ze voor het eerst de beker in de finale tegen ASC Oran. Na twee seizoenen degradeerde de club weer. Ze keerden terug van 1987 tot 1990. 
Na vijf jaar tweede klasse promoveerde de club opnieuw in 1995 en werd nu eindelijk een vaste waarde in de competitie. Ze werden zelfs landskampioen en dat als neo-eersteklasser. Het eerste halfjaar was Nour Benzekri de coach, waarna Mustaha Aksouh het overnam. In de daaropvolgende Champions League bereikte de club de groepsfase, waarin ze op een haar na de finale misten door een slechter doelsaldo dan Raja Casablanca. 
De volgende jaren eindigde de club in de subtop. In 2000 werd de competitie drastisch ingekort naar twaalf clubs en nu werd de club laatste. Omdat de competitie weer naar 16 clubs uitgebreid werd degradeerde de club niet en het volgende jaar werden ze alweer vicekampioen. In 2002 en 2003 werd de club opnieuw landskampioen en in 2003 wonnen ze ook nog de beker. In de Champions League bereikte de club de halve finale waarin ze verloren van het Nigeriaanse Enyimba FC. Na een titel van JS Kabylie in 2004 kon de club in 2005 opnieuw de titel pakken. Internationale successen bleven echter uit.  
De volgende jaren kon de club enkel nog in de subtop eindigen. In 2010 moesten alle clubs in de hoogste klasse van de FIFA een profclub worden en zodoende werd ook USM een profclub, al zorgde dit niet voor een beter resultaat, de club eindigde negende, de laatste notering sinds 2000. In 2014 kon de club opnieuw kampioen worden en het volgend seizoen plaatste de club zich voor de groepsfase van de Champions League en werd daar groepswinnaar. In de halve finale werd Al-Hilal Omdurman uitgeschakeld. In de finale verloren ze van het Congolese TP Mazembe. Na een achtste plaats in de competitie kon de club in 2016 opnieuw de titel winnen. In de Champions League van 2017 bereikte de club de halve finale, waarin ze uitgeschakeld werden door Wydad Casablanca.
In 2023 werd de CAF Confederation Cup gewonnen, nadat de finale over twee wedstrijden werd gewonnen van Young Africans.

## Stadion
Stade Omar Hamadi (Arabisch: ستاد عمر حمادي) is een multifunctioneel stadion in Bologhine, Algiers, Algerije. Het wordt momenteel vooral gebruikt voor voetbalwedstrijden en is de thuisbasis van de USM Alger. Het stadion heeft een capaciteit van 17.000 mensen.
Het stadion werd gebouwd in 1935 als het huis grond voor l'Association Sportive Saint Eugénoise. Het werd bekend als het Stade communale de Saint Eugène.
In 2000 werd een nieuwe tribune gebouwd om het stadion uit te breiden, wat de capiteit vergrootte van 12.000 naar 17.500 toeschouwers. Ook werd er geïnvesteerd in een sauna, fitnessruimte en restaurant voor het herstel en de opleiding van spelers.

## Erelijst
Championnat National 1/Ligue 1
1963, 1996, 2002, 2003, 2005, 2014, 2016, 2019
Coupe d'Algérie
1981, 1988, 1997, 1999, 2001, 2003, 2004, 2013
Supercoupe d'Algérie
2013, 2016
CAF Confederation Cup
2023
CAF Super Cup
2023
UAFA Club Cup
2013

## Sponsors
| Jaren     | Voetbaltenue       | Hoofdsponsor  |
| --------- | ------------------ | ------------- |
| 1970-1978 | Le Coq Sportif     |               |
| 1978–97   | -                  | Sonelgaz      |
| 1994–95   | Uhlsport           | Sonelgaz      |
| 1995–97   | Kappa              | Sonelgaz      |
| 1997–99   | Uhlsport           | Sonelgaz      |
| 1999–00   | Puma SE            | Sonelgaz      |
| 2000–02   | Puma SE            | Khalifa Group |
| 2002–05   | Uhlsport           | Sonelgaz      |
| 2005–08   | Lotto Sport Italia | Djezzy GSM    |
| 2008–10   | Uhlsport           | Djezzy GSM    |
| 2010–11   | Uhlsport           | ETRHB Haddad  |
| 2011–12   | Nike               | ETRHB Haddad  |
| 2012–16   | Adidas             | ETRHB Haddad  |

## Bekende (oud-)spelers
| - Djamel Zidane - Mamadou Diallo |  | - Hamza Yacef - Mohamed Amine Zidane |